# Ahmad ibn Umar Xaikh
Ahmad ibn Umar Xaikh conegut com a Amirak Ahmad (1384-1416), fou un príncep timúrida, fill d'Umar Xaikh i net de Tamerlà. La seva mare era Malikat Aga, una princesa genguiskànida.
El 1404 Tamerlà el va enviar contra els rebels kara tàtars, acomnpanyat de l'amir Burunduk, però van retornar ràpidament ja que els rebels o havien mort o s'havien pogut escapar o ja havien estat atrapats pels amirs encarregats prèviament de sufocar la revolta.
El 1407, després de l'assassinat de Pir Muhammad ibn Jahangir, va anar a Balkh amb l'amir Midrab Bahadur. Quan Xah Rukh va anar a Transoxiana el 1409, Amirak Ahmad i el seu germà Sidi Ahmad es van presentar al seu campament per posar-se al seu servei i foren enviats a conquerir la província d'Hissar (Xadman). Xah Rukh va ocupar Samarcanda el 22 de maig de 1409 i va nomenar governador al seu fill Ulugh Beg; el segon nomenament que va fer fou el del seu nebot Amirak Ahmad ibn Umar Shaykh, per les regions de la Vall de Fergana amb Andijan, Uzkand i Kashghar; aquesta província havia estat feu del seu pare (mort el 1391) en vida de Tamerlà. Amirak era jove (25 anys) però amb més edat i experiència que Ulugh Beg, el que suposava una ajuda per defensar el crític límit oriental amb els kans mogols. El 1410 va aportar un reforç de 500 homes al gran noyan Xah Malik que acabava de ser derrotat per Xaikh Nur al-Din. Va tenir una participació destacada en la batalla del riu Yam o de Kizil Ribat (21 de juliol de 1410). El 1411 a Kungunbez, Xah Rukh va rebre l'homenatge del seu nebot Amirak Ahmad.
Sembla que cap al 1414 es va mostrar refractari a obeir ordes d'Ulugh Beg. Aquest el va cridar a la seva cort. Amirak Ahmad que era a Andijan va témer alguna cosa i va refusar anar-hi. Ulugh Beg va enviar a l'amir Baiazet Perwanji que va voler convèncer a Ahmad sense èxit; únicament va prometre enviar el seu fill a fer l'homenatge, cosa que tampoc va complir. Ulugh Beg va decidir anar a Andijan. Ahmad va fortificar les places de la província i es va retirar a les muntanyes. Ulugh Beg va assetjar Akhsi, la fortalesa principal, que esperava poder resistir però no va aguantar l'atac i fou ocupada pels atacants que ja havien devastat tot l'entorn. Com a nou kutwal fou designat Bayende Bekul. Després va anar a les muntanyes a buscar a Amirak Ahmad però els accessos eren difícils; va arribar finalment a Andijan on va establir com a governadors a Musa Ka i Muhammad Taban i va tornar a Samarcanda. Poc després Amirak Ahmad va baixar de les muntanyes i es va dirigir a Andijan amb ajut d'un exèrcit auxiliar d'uns pocs milers d'homes que li havia deixat el kan de Mogolistan. Musa Ka, Muhammad Taban i l'amir Ali Kutxin van sortir de la ciutat i per presentar batalla i van acampar a la rodalia d'Ux; no tenien notícies de l'enemic i no van prendre precaucions i Amirak Ahmed es va aprofitar d'aquest fet i va fer un atrac sorpresa; els tres principals caps enemics van morir junt amb alguns altres; les seves forces foren derrotades. L'amir Rustem, fill del general Sulayman Xah, es va retirar cap a Andijan on poc després va arribar Amirak Ahmad, que es va trobar amb mes resistència de l'esperada; els mogols, una vegada obtingut el botí, es van retirar i Rustem i altres amirs van poder conservar Andijan per Ulugh Beg. Amirak Ahmad, no poden recuperar Andijan va decidir marxar a Kaixgar i demanar asil a Muhammad Khan, per fugir de la còlera d'Ulugh Beg. Xah Rukh va escriure a Amirak, explicant que considerava tot el que havia passat com instigat per mala gent i que si no ho havia resolt era perquè estava a l'Iraq Ajamita, però que esperava que el seu fill Ulugh Beg ho reconsideraria; en tot cas li perdonava totes les faltes.
Amirak Ahmad havent rebut la carta de Xah Rukh, va decidir presentar-se a Herat. Ho va fer justament quan l'emperador tornava del Kirman. Xah Rukh l'havia perdonat i no fou perseguit. Allí es va ajuntar amb Alamghir (que tenia 20 anys, uns 10 menys que Amirak) i els dos homes es passaven el dia bevent vi. Van idear un pla per aspirar a la sobirania, però el pla va arribar a orelles de l'emperador. Eren moltes rebel·lions protagonitzades per prínceps, i alguna d'elles podia acabar malament o destruir l'estat i, per tant, la raó d'estat aconsellava eliminar els dos prínceps per evitar futures rebel·lions i per servir d'exemple, però Xah Rukh, que els tenia afecte, va decidir enviar a Amirak a la Meca, a Baykara a l'Índia (al lloc que elegís) i Alamghir seria embarcat a la mar i aniria allà on la fortuna el portés. A tots se’ls van assignar servidors fidels i es va eliminar el perill sense fer córrer la sang
Hauria mort poc després d'iniciar el seu exili.